# David Schindler
David William Schindler, född 3 augusti 1940 i Fargo, North Dakota, död 4 mars 2021 i Brisco, British Columbia, var en amerikansk-kanadensisk limnolog och professor i ekologi vid University of Alberta i Edmonton, Kanada.

## Priser och utmärkelser
- Royal Canadian Institute’s Sandford Fleming Medal for Public Communication of Science (2009)
- Alberta Order of Excellence (2008) [10]
- Delad pristagare, Tyler Prize for Environmental Achievement (2006)
- American Society of Limnology and Oceanography Ruth Patrick Award (2006)
- Alberta Centennial Medal (2005)
- Officer of the Order of Canada (2004)
- Lifetime Achievement Award, Canadian Institute for Environmental Law and Policy (2004)
- Killam Prize, Canada Council for the Arts (2003)
- Utländsk ledamot av svenska Kungliga Ingenjörsvetenskapsakademien (2003)
- Queen's Golden Jubilee Medal, Office of the Governor General of Canada (2002)
- City of Edmonton, Award of Distinction (2002)
- Ledamot av National Academy of Sciences (USA) (2002)
- Environment Canada, EcoLogo/Natural Marine Environmental Award (2002)
- R.A. Vollenweider Lectureship, National Water Research Institute (2001)
- Gerhard Herzberg Canada Gold Medal for Science and Engineering, Natural Sciences and Engineering Research Council (Canada) (2001)
- Canadian Nature Federation’s Douglas Pimlott Award for Conservation (2001)
- Award of Excellence, Natural Sciences and Engineering Research Council (Canada) (2001)
- Ledamot av Royal Society (2001)
- NSERC Award of Excellence (2000)
- Delad pristagare, Volvo Environment Prize (1998)
- Romanowskimedaljen, Royal Society of Canada (1994)
- Manning Award of Distinction for Innovation in Science (1993)
- Stockholm Water Prize,[11] Stockholm Water Foundation (1991)
- Hutchinson Medal, American Society of Limnology and Oceanography (1985)
- Naumann-Thienemann Medal of the International Limnological Society (1988)
- Frank Rigler Award of the Canadian Limnological Society (1984)
- Outstanding Achievement Award of the American Institute of Fisheries Biologists (1984)
- Ledamot av Royal Society of Canada (1983)
- Rhodes Scholarship, 1962–1966